# 崔珏圭
崔 珏圭（チェ・ガッキュ、朝鮮語: 최각규、1933年11月3日 - 2024年8月28日）は、大韓民国の政治家。第6代財務部（現・企画財政部）次官、第7代経済企画院次官、第29代農水産部（現・農林畜産食品部）長官、第26代商工部長官、副総理兼経済企画院長官、江原道知事、第13代韓国国会議員などを歴任した。
本貫は江陵崔氏。

## 経歴
日本統治時代の江原道江陵郡（現・江陵市）出身。江陵商業高等学校（現・江陵第一高等学校）、ソウル大学校文理科大学政治学科卒。第7回高等考試行政科合格。財務部予算局事務官・第6代次官、経済企画院次官、農水産部長官、商工部長官、韓肥社長、漢陽化学社長、韓国石油協会会長、新民主共和党事務総長、民主自由党政策委員会議長、副総理兼経済企画院長官、江陵大学校客員教授、自由民主連合副総裁、江原道知事、韓国貿易協会附設貿易振興基金管理委員会委員長、韓国中堅企業連合会諮問委員会委員、新千年民主党江陵地区党委員長・常任顧問、ヒョンジングループ経営顧問などを務めた。
2024年8月28日午前に死去。享年90。遺体安置所には尹錫悦大統領、韓悳洙国務総理らが花輪を送り追悼した。

## エピソード
1995年の江原道知事就任当時は自民連所属だったが、野党知事の限界により1998年6月に離党し、無所属となった。1997年大統領選挙の前にハンナラ党に入党したが、翌年の江陵の国会議員再選挙に再び無所属で出馬し、落選した。したがって、国会議員を務めたのは1988年の第13代総選挙で当選した1回のみだった。